# Suomis sång
"Suomis sång", med inledningsorden ”Hör hur härligt sången skallar”, är dikt som ingår i diktsamlingen Dikter av Emil von Qvanten, som gavs ut 1851.

## Tonsättningar
Texten finns även tonsatt av Fredrik Pacius för blandad kör och manskör. Den finns även tonsatt av August Söderman.